# Картограф (БПЛА)
Картограф (неофіційна назва) — засекречений російський розвідувальний безпілотний авіаційний комплекс із сімейства «Птеро». Виробляється компанією АФМ-Серверс. Політ керується системою автоматичного управління «PteRoBot» розробки цієї ж компанії.
Зовні БПЛА «Картограф» схожий на літальний апарат сімейства «Орлан», але має відмінності: камера з 12 об'єктивами та синій колір корпусу літального апарата.
Модель була секретно розроблена для потреб ФСБ РФ, використовується Росією у війні з Україною та в Сирії.

## Історія
Безпілотний комплекс «Птеро-G0» розроблений російською компанією АФМ-Серверс.
Про випробування комплексу «Птеро-СМ» виробництва компанії «АФМ-Серверс» повідомлялося у 2013 році. Комплекс мав 80-мегапіксельні камери і тепловізори для оперативного створення планів місцевості високої роздільної здатності для проведення спецоперацій. Замовником випробувань була Федеральна служба безпеки РФ.
У 2022 році в українських джерелах дістав неофіційну назву — «Картограф».

## Характеристики
Політ повністю контролюється, як і у всього сімейства «Птеро», за допомогою системи автоматичного управління «PteRoBot» розробки АФМ-Серверс.
За своїми характеристиками близький до іншого російського безпілотника — «Орлан-10»:
- високоплан;
- ДВС (двигун внутрішнього згорання);
- низьке положення гвинта;
- прямопотоковий повітрозабірник.

БПЛА, збитий 16 серпня 2018 неподалік Сєвєродонецька
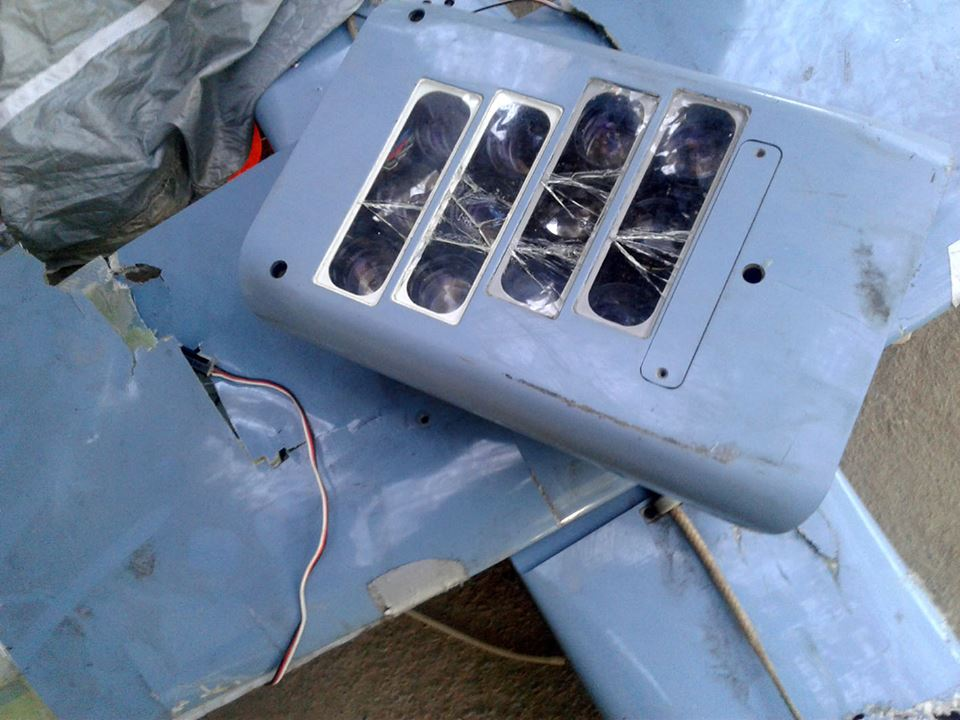
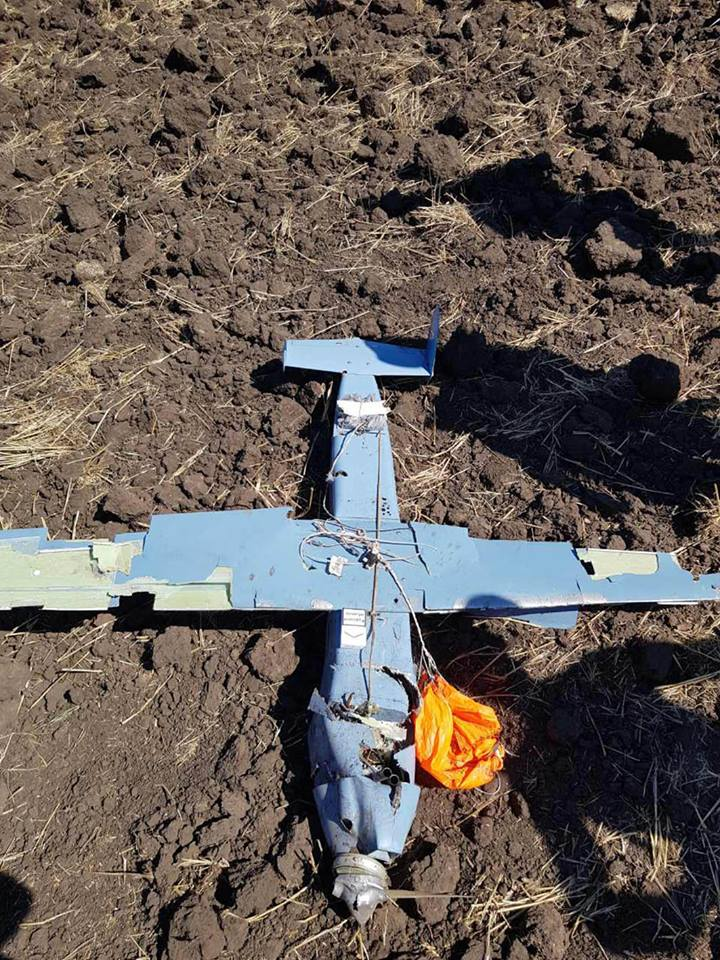
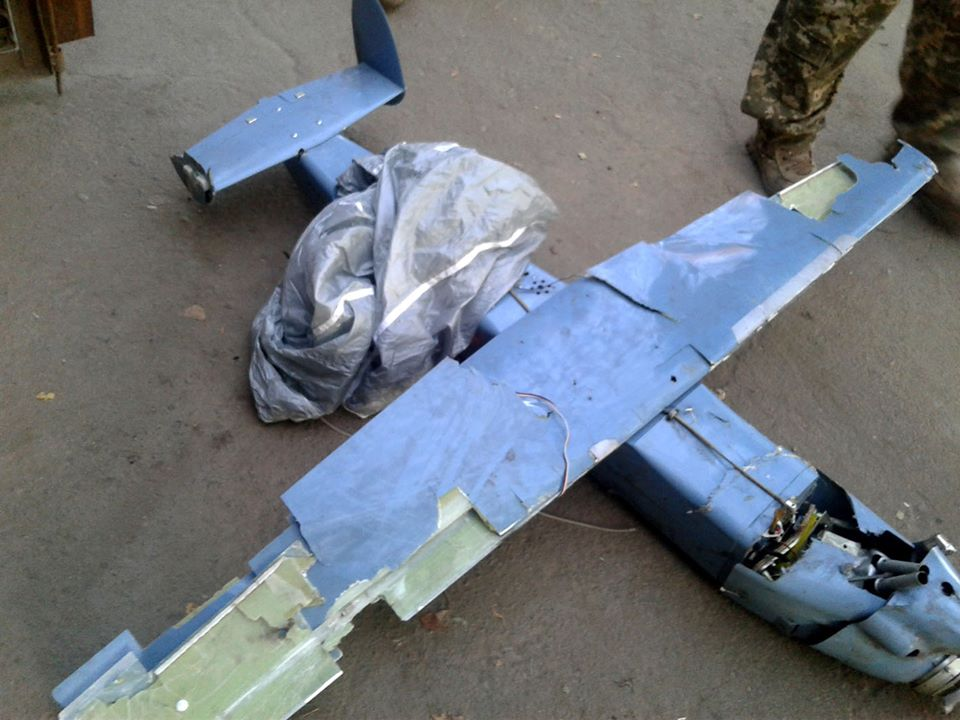

## Застосування

### Російсько-українська війна
Такі БПЛА були збиті та помічені декілька раз:
- збитий 28 травня 2014 року над м. Донецьком;
- впав у травні 2014 року в Ізюмському районі Харківської області;
- збитий 18 лютого 2015 року над м. Торецьком співробітниками Артемівського (нині Бахмутського) міського відділу Управління Служби безпеки України в Донецькій області із використанням табельної автоматичної зброї, літальний апарат мав бортовий номер 2108[4];
- збитий у лютому 2015 року поблизу м. Дебальцевого силами 128 ОГПБр;
- збитий 8 лютого 2017 року, приблизно о 19:00, неподалік від лінії зіткнення (бортовий номер 2166);
- 16 серпня 2018 року, силами і засобами протиповітряної оборони Об'єднаних сил було зафіксовано безпілотний літальний апарат російсько-окупаційних військ, який проводив розвідку наших позицій на напрямку Первомайськ—Сєвєродонецьк—Сватово. Після підтвердження роботи безпілотника радіолокаційними станціями, ціль було знищено вогневим підрозділом протиповітряної оборони Об'єднаних сил[5][6];
- збитий 13 червня 2022 року в ході боїв неподалік м. Миколаєва, за допомогою цього безпілотника військовослужбовці РФ намагалися вести повітряну розвідку з метою зриву контрнаступальних атак українських сил[7];
- збитий 31 липня 2022 року зенітним ракетним підрозділом ПвК «Центр» в повітряному просторі України[8];
- збитий 21 серпня 2022 року, о 9:12, військовиками зенітного ракетного підрозділу ПвК «Центр»[1];
- збитий 2 вересня 2022 року, близько 09:00, у небі над Миколаївщиною[9][10][11];
- збитий 3 березня 2023 року силами та засобами підрозділу ДШВ ЗС України в повітряному просторі України[12].
- збитий 3 травня 2023 року підрозділом повітряного командування «Схід», в районі Миколаївки Дніпровського району [13].
- збитий 6 травня 2023 року підрозділом повітряного командування «Схід» в районі м. Кривий Ріг[14].

### Громадянська війна в Сирії
БПЛА з номером 2203 було збито 16 жовтня 2015 року ВПС Туреччини біля кордону з Сирією.
28 вересня 2019 року, в турецькій провінції Кіліс, що межує з Сирією, винищувачі F-16 ВПС Туреччини збили російський секретний БПЛА, який 6 разів порушив турецький повітряний простір. Уламки БПЛА впали в районі військової бази Чілдироба. З оприлюднених фото уламків волонтерам InformNapalm вдалося впізнати приналежність дрона до РФ. Збитий БПЛА мав бортовий номер 2170.

### Інше
Такий самий тип БПЛА був знайдений в Литві в 2016 році. Його відправили російські спецслужби з території Білорусі. Інформація про це стала доступна широкому загалу 5 лютого 2019 року, після доповіді Департаменту держбезпеки і військової розвідки Литви.